# Fuente Carreteros
Fuente Carreteros er en by og kommune i det sydlige Spanien i provinsen Córdoba. Den har et indbyggertal på 1.067 (2024) indbyggere.